# العدنة (فرع العدين)

تعديل مصدري - تعديل

العدنة محلة تابعة لقرية الاشعاب، التابعة لعزلة بني احمد والثلث بمديرية فرع العدين إحدى مديريات محافظة إب في الجمهورية اليمنية، بلغ تعداد سكانها 80 حسب تعداد اليمن لعام 2004.